# Выжидательный ход
|   | a                                                                                      | b                                                                                      | c                                                                                      | d                                                                                      | e                                                                                      | f                                                                                      | g                                                                                      | h                                                                                      |   |
| - | -------------------------------------------------------------------------------------- | -------------------------------------------------------------------------------------- | -------------------------------------------------------------------------------------- | -------------------------------------------------------------------------------------- | -------------------------------------------------------------------------------------- | -------------------------------------------------------------------------------------- | -------------------------------------------------------------------------------------- | -------------------------------------------------------------------------------------- | - |
| 8 | c8 чёрный король · a6 чёрная пешка · c6 белая пешка · a5 белая пешка · d5 белый король | c8 чёрный король · a6 чёрная пешка · c6 белая пешка · a5 белая пешка · d5 белый король | c8 чёрный король · a6 чёрная пешка · c6 белая пешка · a5 белая пешка · d5 белый король | c8 чёрный король · a6 чёрная пешка · c6 белая пешка · a5 белая пешка · d5 белый король | c8 чёрный король · a6 чёрная пешка · c6 белая пешка · a5 белая пешка · d5 белый король | c8 чёрный король · a6 чёрная пешка · c6 белая пешка · a5 белая пешка · d5 белый король | c8 чёрный король · a6 чёрная пешка · c6 белая пешка · a5 белая пешка · d5 белый король | c8 чёрный король · a6 чёрная пешка · c6 белая пешка · a5 белая пешка · d5 белый король | 8 |
| 7 | c8 чёрный король · a6 чёрная пешка · c6 белая пешка · a5 белая пешка · d5 белый король | c8 чёрный король · a6 чёрная пешка · c6 белая пешка · a5 белая пешка · d5 белый король | c8 чёрный король · a6 чёрная пешка · c6 белая пешка · a5 белая пешка · d5 белый король | c8 чёрный король · a6 чёрная пешка · c6 белая пешка · a5 белая пешка · d5 белый король | c8 чёрный король · a6 чёрная пешка · c6 белая пешка · a5 белая пешка · d5 белый король | c8 чёрный король · a6 чёрная пешка · c6 белая пешка · a5 белая пешка · d5 белый король | c8 чёрный король · a6 чёрная пешка · c6 белая пешка · a5 белая пешка · d5 белый король | c8 чёрный король · a6 чёрная пешка · c6 белая пешка · a5 белая пешка · d5 белый король | 7 |
| 6 | c8 чёрный король · a6 чёрная пешка · c6 белая пешка · a5 белая пешка · d5 белый король | c8 чёрный король · a6 чёрная пешка · c6 белая пешка · a5 белая пешка · d5 белый король | c8 чёрный король · a6 чёрная пешка · c6 белая пешка · a5 белая пешка · d5 белый король | c8 чёрный король · a6 чёрная пешка · c6 белая пешка · a5 белая пешка · d5 белый король | c8 чёрный король · a6 чёрная пешка · c6 белая пешка · a5 белая пешка · d5 белый король | c8 чёрный король · a6 чёрная пешка · c6 белая пешка · a5 белая пешка · d5 белый король | c8 чёрный король · a6 чёрная пешка · c6 белая пешка · a5 белая пешка · d5 белый король | c8 чёрный король · a6 чёрная пешка · c6 белая пешка · a5 белая пешка · d5 белый король | 6 |
| 5 | c8 чёрный король · a6 чёрная пешка · c6 белая пешка · a5 белая пешка · d5 белый король | c8 чёрный король · a6 чёрная пешка · c6 белая пешка · a5 белая пешка · d5 белый король | c8 чёрный король · a6 чёрная пешка · c6 белая пешка · a5 белая пешка · d5 белый король | c8 чёрный король · a6 чёрная пешка · c6 белая пешка · a5 белая пешка · d5 белый король | c8 чёрный король · a6 чёрная пешка · c6 белая пешка · a5 белая пешка · d5 белый король | c8 чёрный король · a6 чёрная пешка · c6 белая пешка · a5 белая пешка · d5 белый король | c8 чёрный король · a6 чёрная пешка · c6 белая пешка · a5 белая пешка · d5 белый король | c8 чёрный король · a6 чёрная пешка · c6 белая пешка · a5 белая пешка · d5 белый король | 5 |
| 4 | c8 чёрный король · a6 чёрная пешка · c6 белая пешка · a5 белая пешка · d5 белый король | c8 чёрный король · a6 чёрная пешка · c6 белая пешка · a5 белая пешка · d5 белый король | c8 чёрный король · a6 чёрная пешка · c6 белая пешка · a5 белая пешка · d5 белый король | c8 чёрный король · a6 чёрная пешка · c6 белая пешка · a5 белая пешка · d5 белый король | c8 чёрный король · a6 чёрная пешка · c6 белая пешка · a5 белая пешка · d5 белый король | c8 чёрный король · a6 чёрная пешка · c6 белая пешка · a5 белая пешка · d5 белый король | c8 чёрный король · a6 чёрная пешка · c6 белая пешка · a5 белая пешка · d5 белый король | c8 чёрный король · a6 чёрная пешка · c6 белая пешка · a5 белая пешка · d5 белый король | 4 |
| 3 | c8 чёрный король · a6 чёрная пешка · c6 белая пешка · a5 белая пешка · d5 белый король | c8 чёрный король · a6 чёрная пешка · c6 белая пешка · a5 белая пешка · d5 белый король | c8 чёрный король · a6 чёрная пешка · c6 белая пешка · a5 белая пешка · d5 белый король | c8 чёрный король · a6 чёрная пешка · c6 белая пешка · a5 белая пешка · d5 белый король | c8 чёрный король · a6 чёрная пешка · c6 белая пешка · a5 белая пешка · d5 белый король | c8 чёрный король · a6 чёрная пешка · c6 белая пешка · a5 белая пешка · d5 белый король | c8 чёрный король · a6 чёрная пешка · c6 белая пешка · a5 белая пешка · d5 белый король | c8 чёрный король · a6 чёрная пешка · c6 белая пешка · a5 белая пешка · d5 белый король | 3 |
| 2 | c8 чёрный король · a6 чёрная пешка · c6 белая пешка · a5 белая пешка · d5 белый король | c8 чёрный король · a6 чёрная пешка · c6 белая пешка · a5 белая пешка · d5 белый король | c8 чёрный король · a6 чёрная пешка · c6 белая пешка · a5 белая пешка · d5 белый король | c8 чёрный король · a6 чёрная пешка · c6 белая пешка · a5 белая пешка · d5 белый король | c8 чёрный король · a6 чёрная пешка · c6 белая пешка · a5 белая пешка · d5 белый король | c8 чёрный король · a6 чёрная пешка · c6 белая пешка · a5 белая пешка · d5 белый король | c8 чёрный король · a6 чёрная пешка · c6 белая пешка · a5 белая пешка · d5 белый король | c8 чёрный король · a6 чёрная пешка · c6 белая пешка · a5 белая пешка · d5 белый король | 2 |
| 1 | c8 чёрный король · a6 чёрная пешка · c6 белая пешка · a5 белая пешка · d5 белый король | c8 чёрный король · a6 чёрная пешка · c6 белая пешка · a5 белая пешка · d5 белый король | c8 чёрный король · a6 чёрная пешка · c6 белая пешка · a5 белая пешка · d5 белый король | c8 чёрный король · a6 чёрная пешка · c6 белая пешка · a5 белая пешка · d5 белый король | c8 чёрный король · a6 чёрная пешка · c6 белая пешка · a5 белая пешка · d5 белый король | c8 чёрный король · a6 чёрная пешка · c6 белая пешка · a5 белая пешка · d5 белый король | c8 чёрный король · a6 чёрная пешка · c6 белая пешка · a5 белая пешка · d5 белый король | c8 чёрный король · a6 чёрная пешка · c6 белая пешка · a5 белая пешка · d5 белый король | 1 |
|   | a                                                                                      | b                                                                                      | c                                                                                      | d                                                                                      | e                                                                                      | f                                                                                      | g                                                                                      | h                                                                                      |   |

|   | a | b | c | d | e | f | g | h |   |
| - | --- | --- | --- | --- | --- | --- | --- | --- | - |
| 8 | a7 чёрный слон · b7 белый слон · c7 белая ладья · d7 чёрная ладья · e7 чёрный король · f7 чёрная пешка · g7 чёрная пешка · h7 чёрная пешка · a6 белая пешка · e6 чёрная пешка · e3 белая пешка · e2 белый король · f2 белая пешка · g2 белая пешка · h2 белая пешка | a7 чёрный слон · b7 белый слон · c7 белая ладья · d7 чёрная ладья · e7 чёрный король · f7 чёрная пешка · g7 чёрная пешка · h7 чёрная пешка · a6 белая пешка · e6 чёрная пешка · e3 белая пешка · e2 белый король · f2 белая пешка · g2 белая пешка · h2 белая пешка | a7 чёрный слон · b7 белый слон · c7 белая ладья · d7 чёрная ладья · e7 чёрный король · f7 чёрная пешка · g7 чёрная пешка · h7 чёрная пешка · a6 белая пешка · e6 чёрная пешка · e3 белая пешка · e2 белый король · f2 белая пешка · g2 белая пешка · h2 белая пешка | a7 чёрный слон · b7 белый слон · c7 белая ладья · d7 чёрная ладья · e7 чёрный король · f7 чёрная пешка · g7 чёрная пешка · h7 чёрная пешка · a6 белая пешка · e6 чёрная пешка · e3 белая пешка · e2 белый король · f2 белая пешка · g2 белая пешка · h2 белая пешка | a7 чёрный слон · b7 белый слон · c7 белая ладья · d7 чёрная ладья · e7 чёрный король · f7 чёрная пешка · g7 чёрная пешка · h7 чёрная пешка · a6 белая пешка · e6 чёрная пешка · e3 белая пешка · e2 белый король · f2 белая пешка · g2 белая пешка · h2 белая пешка | a7 чёрный слон · b7 белый слон · c7 белая ладья · d7 чёрная ладья · e7 чёрный король · f7 чёрная пешка · g7 чёрная пешка · h7 чёрная пешка · a6 белая пешка · e6 чёрная пешка · e3 белая пешка · e2 белый король · f2 белая пешка · g2 белая пешка · h2 белая пешка | a7 чёрный слон · b7 белый слон · c7 белая ладья · d7 чёрная ладья · e7 чёрный король · f7 чёрная пешка · g7 чёрная пешка · h7 чёрная пешка · a6 белая пешка · e6 чёрная пешка · e3 белая пешка · e2 белый король · f2 белая пешка · g2 белая пешка · h2 белая пешка | a7 чёрный слон · b7 белый слон · c7 белая ладья · d7 чёрная ладья · e7 чёрный король · f7 чёрная пешка · g7 чёрная пешка · h7 чёрная пешка · a6 белая пешка · e6 чёрная пешка · e3 белая пешка · e2 белый король · f2 белая пешка · g2 белая пешка · h2 белая пешка | 8 |
| 7 | a7 чёрный слон · b7 белый слон · c7 белая ладья · d7 чёрная ладья · e7 чёрный король · f7 чёрная пешка · g7 чёрная пешка · h7 чёрная пешка · a6 белая пешка · e6 чёрная пешка · e3 белая пешка · e2 белый король · f2 белая пешка · g2 белая пешка · h2 белая пешка | a7 чёрный слон · b7 белый слон · c7 белая ладья · d7 чёрная ладья · e7 чёрный король · f7 чёрная пешка · g7 чёрная пешка · h7 чёрная пешка · a6 белая пешка · e6 чёрная пешка · e3 белая пешка · e2 белый король · f2 белая пешка · g2 белая пешка · h2 белая пешка | a7 чёрный слон · b7 белый слон · c7 белая ладья · d7 чёрная ладья · e7 чёрный король · f7 чёрная пешка · g7 чёрная пешка · h7 чёрная пешка · a6 белая пешка · e6 чёрная пешка · e3 белая пешка · e2 белый король · f2 белая пешка · g2 белая пешка · h2 белая пешка | a7 чёрный слон · b7 белый слон · c7 белая ладья · d7 чёрная ладья · e7 чёрный король · f7 чёрная пешка · g7 чёрная пешка · h7 чёрная пешка · a6 белая пешка · e6 чёрная пешка · e3 белая пешка · e2 белый король · f2 белая пешка · g2 белая пешка · h2 белая пешка | a7 чёрный слон · b7 белый слон · c7 белая ладья · d7 чёрная ладья · e7 чёрный король · f7 чёрная пешка · g7 чёрная пешка · h7 чёрная пешка · a6 белая пешка · e6 чёрная пешка · e3 белая пешка · e2 белый король · f2 белая пешка · g2 белая пешка · h2 белая пешка | a7 чёрный слон · b7 белый слон · c7 белая ладья · d7 чёрная ладья · e7 чёрный король · f7 чёрная пешка · g7 чёрная пешка · h7 чёрная пешка · a6 белая пешка · e6 чёрная пешка · e3 белая пешка · e2 белый король · f2 белая пешка · g2 белая пешка · h2 белая пешка | a7 чёрный слон · b7 белый слон · c7 белая ладья · d7 чёрная ладья · e7 чёрный король · f7 чёрная пешка · g7 чёрная пешка · h7 чёрная пешка · a6 белая пешка · e6 чёрная пешка · e3 белая пешка · e2 белый король · f2 белая пешка · g2 белая пешка · h2 белая пешка | a7 чёрный слон · b7 белый слон · c7 белая ладья · d7 чёрная ладья · e7 чёрный король · f7 чёрная пешка · g7 чёрная пешка · h7 чёрная пешка · a6 белая пешка · e6 чёрная пешка · e3 белая пешка · e2 белый король · f2 белая пешка · g2 белая пешка · h2 белая пешка | 7 |
| 6 | a7 чёрный слон · b7 белый слон · c7 белая ладья · d7 чёрная ладья · e7 чёрный король · f7 чёрная пешка · g7 чёрная пешка · h7 чёрная пешка · a6 белая пешка · e6 чёрная пешка · e3 белая пешка · e2 белый король · f2 белая пешка · g2 белая пешка · h2 белая пешка | a7 чёрный слон · b7 белый слон · c7 белая ладья · d7 чёрная ладья · e7 чёрный король · f7 чёрная пешка · g7 чёрная пешка · h7 чёрная пешка · a6 белая пешка · e6 чёрная пешка · e3 белая пешка · e2 белый король · f2 белая пешка · g2 белая пешка · h2 белая пешка | a7 чёрный слон · b7 белый слон · c7 белая ладья · d7 чёрная ладья · e7 чёрный король · f7 чёрная пешка · g7 чёрная пешка · h7 чёрная пешка · a6 белая пешка · e6 чёрная пешка · e3 белая пешка · e2 белый король · f2 белая пешка · g2 белая пешка · h2 белая пешка | a7 чёрный слон · b7 белый слон · c7 белая ладья · d7 чёрная ладья · e7 чёрный король · f7 чёрная пешка · g7 чёрная пешка · h7 чёрная пешка · a6 белая пешка · e6 чёрная пешка · e3 белая пешка · e2 белый король · f2 белая пешка · g2 белая пешка · h2 белая пешка | a7 чёрный слон · b7 белый слон · c7 белая ладья · d7 чёрная ладья · e7 чёрный король · f7 чёрная пешка · g7 чёрная пешка · h7 чёрная пешка · a6 белая пешка · e6 чёрная пешка · e3 белая пешка · e2 белый король · f2 белая пешка · g2 белая пешка · h2 белая пешка | a7 чёрный слон · b7 белый слон · c7 белая ладья · d7 чёрная ладья · e7 чёрный король · f7 чёрная пешка · g7 чёрная пешка · h7 чёрная пешка · a6 белая пешка · e6 чёрная пешка · e3 белая пешка · e2 белый король · f2 белая пешка · g2 белая пешка · h2 белая пешка | a7 чёрный слон · b7 белый слон · c7 белая ладья · d7 чёрная ладья · e7 чёрный король · f7 чёрная пешка · g7 чёрная пешка · h7 чёрная пешка · a6 белая пешка · e6 чёрная пешка · e3 белая пешка · e2 белый король · f2 белая пешка · g2 белая пешка · h2 белая пешка | a7 чёрный слон · b7 белый слон · c7 белая ладья · d7 чёрная ладья · e7 чёрный король · f7 чёрная пешка · g7 чёрная пешка · h7 чёрная пешка · a6 белая пешка · e6 чёрная пешка · e3 белая пешка · e2 белый король · f2 белая пешка · g2 белая пешка · h2 белая пешка | 6 |
| 5 | a7 чёрный слон · b7 белый слон · c7 белая ладья · d7 чёрная ладья · e7 чёрный король · f7 чёрная пешка · g7 чёрная пешка · h7 чёрная пешка · a6 белая пешка · e6 чёрная пешка · e3 белая пешка · e2 белый король · f2 белая пешка · g2 белая пешка · h2 белая пешка | a7 чёрный слон · b7 белый слон · c7 белая ладья · d7 чёрная ладья · e7 чёрный король · f7 чёрная пешка · g7 чёрная пешка · h7 чёрная пешка · a6 белая пешка · e6 чёрная пешка · e3 белая пешка · e2 белый король · f2 белая пешка · g2 белая пешка · h2 белая пешка | a7 чёрный слон · b7 белый слон · c7 белая ладья · d7 чёрная ладья · e7 чёрный король · f7 чёрная пешка · g7 чёрная пешка · h7 чёрная пешка · a6 белая пешка · e6 чёрная пешка · e3 белая пешка · e2 белый король · f2 белая пешка · g2 белая пешка · h2 белая пешка | a7 чёрный слон · b7 белый слон · c7 белая ладья · d7 чёрная ладья · e7 чёрный король · f7 чёрная пешка · g7 чёрная пешка · h7 чёрная пешка · a6 белая пешка · e6 чёрная пешка · e3 белая пешка · e2 белый король · f2 белая пешка · g2 белая пешка · h2 белая пешка | a7 чёрный слон · b7 белый слон · c7 белая ладья · d7 чёрная ладья · e7 чёрный король · f7 чёрная пешка · g7 чёрная пешка · h7 чёрная пешка · a6 белая пешка · e6 чёрная пешка · e3 белая пешка · e2 белый король · f2 белая пешка · g2 белая пешка · h2 белая пешка | a7 чёрный слон · b7 белый слон · c7 белая ладья · d7 чёрная ладья · e7 чёрный король · f7 чёрная пешка · g7 чёрная пешка · h7 чёрная пешка · a6 белая пешка · e6 чёрная пешка · e3 белая пешка · e2 белый король · f2 белая пешка · g2 белая пешка · h2 белая пешка | a7 чёрный слон · b7 белый слон · c7 белая ладья · d7 чёрная ладья · e7 чёрный король · f7 чёрная пешка · g7 чёрная пешка · h7 чёрная пешка · a6 белая пешка · e6 чёрная пешка · e3 белая пешка · e2 белый король · f2 белая пешка · g2 белая пешка · h2 белая пешка | a7 чёрный слон · b7 белый слон · c7 белая ладья · d7 чёрная ладья · e7 чёрный король · f7 чёрная пешка · g7 чёрная пешка · h7 чёрная пешка · a6 белая пешка · e6 чёрная пешка · e3 белая пешка · e2 белый король · f2 белая пешка · g2 белая пешка · h2 белая пешка | 5 |
| 4 | a7 чёрный слон · b7 белый слон · c7 белая ладья · d7 чёрная ладья · e7 чёрный король · f7 чёрная пешка · g7 чёрная пешка · h7 чёрная пешка · a6 белая пешка · e6 чёрная пешка · e3 белая пешка · e2 белый король · f2 белая пешка · g2 белая пешка · h2 белая пешка | a7 чёрный слон · b7 белый слон · c7 белая ладья · d7 чёрная ладья · e7 чёрный король · f7 чёрная пешка · g7 чёрная пешка · h7 чёрная пешка · a6 белая пешка · e6 чёрная пешка · e3 белая пешка · e2 белый король · f2 белая пешка · g2 белая пешка · h2 белая пешка | a7 чёрный слон · b7 белый слон · c7 белая ладья · d7 чёрная ладья · e7 чёрный король · f7 чёрная пешка · g7 чёрная пешка · h7 чёрная пешка · a6 белая пешка · e6 чёрная пешка · e3 белая пешка · e2 белый король · f2 белая пешка · g2 белая пешка · h2 белая пешка | a7 чёрный слон · b7 белый слон · c7 белая ладья · d7 чёрная ладья · e7 чёрный король · f7 чёрная пешка · g7 чёрная пешка · h7 чёрная пешка · a6 белая пешка · e6 чёрная пешка · e3 белая пешка · e2 белый король · f2 белая пешка · g2 белая пешка · h2 белая пешка | a7 чёрный слон · b7 белый слон · c7 белая ладья · d7 чёрная ладья · e7 чёрный король · f7 чёрная пешка · g7 чёрная пешка · h7 чёрная пешка · a6 белая пешка · e6 чёрная пешка · e3 белая пешка · e2 белый король · f2 белая пешка · g2 белая пешка · h2 белая пешка | a7 чёрный слон · b7 белый слон · c7 белая ладья · d7 чёрная ладья · e7 чёрный король · f7 чёрная пешка · g7 чёрная пешка · h7 чёрная пешка · a6 белая пешка · e6 чёрная пешка · e3 белая пешка · e2 белый король · f2 белая пешка · g2 белая пешка · h2 белая пешка | a7 чёрный слон · b7 белый слон · c7 белая ладья · d7 чёрная ладья · e7 чёрный король · f7 чёрная пешка · g7 чёрная пешка · h7 чёрная пешка · a6 белая пешка · e6 чёрная пешка · e3 белая пешка · e2 белый король · f2 белая пешка · g2 белая пешка · h2 белая пешка | a7 чёрный слон · b7 белый слон · c7 белая ладья · d7 чёрная ладья · e7 чёрный король · f7 чёрная пешка · g7 чёрная пешка · h7 чёрная пешка · a6 белая пешка · e6 чёрная пешка · e3 белая пешка · e2 белый король · f2 белая пешка · g2 белая пешка · h2 белая пешка | 4 |
| 3 | a7 чёрный слон · b7 белый слон · c7 белая ладья · d7 чёрная ладья · e7 чёрный король · f7 чёрная пешка · g7 чёрная пешка · h7 чёрная пешка · a6 белая пешка · e6 чёрная пешка · e3 белая пешка · e2 белый король · f2 белая пешка · g2 белая пешка · h2 белая пешка | a7 чёрный слон · b7 белый слон · c7 белая ладья · d7 чёрная ладья · e7 чёрный король · f7 чёрная пешка · g7 чёрная пешка · h7 чёрная пешка · a6 белая пешка · e6 чёрная пешка · e3 белая пешка · e2 белый король · f2 белая пешка · g2 белая пешка · h2 белая пешка | a7 чёрный слон · b7 белый слон · c7 белая ладья · d7 чёрная ладья · e7 чёрный король · f7 чёрная пешка · g7 чёрная пешка · h7 чёрная пешка · a6 белая пешка · e6 чёрная пешка · e3 белая пешка · e2 белый король · f2 белая пешка · g2 белая пешка · h2 белая пешка | a7 чёрный слон · b7 белый слон · c7 белая ладья · d7 чёрная ладья · e7 чёрный король · f7 чёрная пешка · g7 чёрная пешка · h7 чёрная пешка · a6 белая пешка · e6 чёрная пешка · e3 белая пешка · e2 белый король · f2 белая пешка · g2 белая пешка · h2 белая пешка | a7 чёрный слон · b7 белый слон · c7 белая ладья · d7 чёрная ладья · e7 чёрный король · f7 чёрная пешка · g7 чёрная пешка · h7 чёрная пешка · a6 белая пешка · e6 чёрная пешка · e3 белая пешка · e2 белый король · f2 белая пешка · g2 белая пешка · h2 белая пешка | a7 чёрный слон · b7 белый слон · c7 белая ладья · d7 чёрная ладья · e7 чёрный король · f7 чёрная пешка · g7 чёрная пешка · h7 чёрная пешка · a6 белая пешка · e6 чёрная пешка · e3 белая пешка · e2 белый король · f2 белая пешка · g2 белая пешка · h2 белая пешка | a7 чёрный слон · b7 белый слон · c7 белая ладья · d7 чёрная ладья · e7 чёрный король · f7 чёрная пешка · g7 чёрная пешка · h7 чёрная пешка · a6 белая пешка · e6 чёрная пешка · e3 белая пешка · e2 белый король · f2 белая пешка · g2 белая пешка · h2 белая пешка | a7 чёрный слон · b7 белый слон · c7 белая ладья · d7 чёрная ладья · e7 чёрный король · f7 чёрная пешка · g7 чёрная пешка · h7 чёрная пешка · a6 белая пешка · e6 чёрная пешка · e3 белая пешка · e2 белый король · f2 белая пешка · g2 белая пешка · h2 белая пешка | 3 |
| 2 | a7 чёрный слон · b7 белый слон · c7 белая ладья · d7 чёрная ладья · e7 чёрный король · f7 чёрная пешка · g7 чёрная пешка · h7 чёрная пешка · a6 белая пешка · e6 чёрная пешка · e3 белая пешка · e2 белый король · f2 белая пешка · g2 белая пешка · h2 белая пешка | a7 чёрный слон · b7 белый слон · c7 белая ладья · d7 чёрная ладья · e7 чёрный король · f7 чёрная пешка · g7 чёрная пешка · h7 чёрная пешка · a6 белая пешка · e6 чёрная пешка · e3 белая пешка · e2 белый король · f2 белая пешка · g2 белая пешка · h2 белая пешка | a7 чёрный слон · b7 белый слон · c7 белая ладья · d7 чёрная ладья · e7 чёрный король · f7 чёрная пешка · g7 чёрная пешка · h7 чёрная пешка · a6 белая пешка · e6 чёрная пешка · e3 белая пешка · e2 белый король · f2 белая пешка · g2 белая пешка · h2 белая пешка | a7 чёрный слон · b7 белый слон · c7 белая ладья · d7 чёрная ладья · e7 чёрный король · f7 чёрная пешка · g7 чёрная пешка · h7 чёрная пешка · a6 белая пешка · e6 чёрная пешка · e3 белая пешка · e2 белый король · f2 белая пешка · g2 белая пешка · h2 белая пешка | a7 чёрный слон · b7 белый слон · c7 белая ладья · d7 чёрная ладья · e7 чёрный король · f7 чёрная пешка · g7 чёрная пешка · h7 чёрная пешка · a6 белая пешка · e6 чёрная пешка · e3 белая пешка · e2 белый король · f2 белая пешка · g2 белая пешка · h2 белая пешка | a7 чёрный слон · b7 белый слон · c7 белая ладья · d7 чёрная ладья · e7 чёрный король · f7 чёрная пешка · g7 чёрная пешка · h7 чёрная пешка · a6 белая пешка · e6 чёрная пешка · e3 белая пешка · e2 белый король · f2 белая пешка · g2 белая пешка · h2 белая пешка | a7 чёрный слон · b7 белый слон · c7 белая ладья · d7 чёрная ладья · e7 чёрный король · f7 чёрная пешка · g7 чёрная пешка · h7 чёрная пешка · a6 белая пешка · e6 чёрная пешка · e3 белая пешка · e2 белый король · f2 белая пешка · g2 белая пешка · h2 белая пешка | a7 чёрный слон · b7 белый слон · c7 белая ладья · d7 чёрная ладья · e7 чёрный король · f7 чёрная пешка · g7 чёрная пешка · h7 чёрная пешка · a6 белая пешка · e6 чёрная пешка · e3 белая пешка · e2 белый король · f2 белая пешка · g2 белая пешка · h2 белая пешка | 2 |
| 1 | a7 чёрный слон · b7 белый слон · c7 белая ладья · d7 чёрная ладья · e7 чёрный король · f7 чёрная пешка · g7 чёрная пешка · h7 чёрная пешка · a6 белая пешка · e6 чёрная пешка · e3 белая пешка · e2 белый король · f2 белая пешка · g2 белая пешка · h2 белая пешка | a7 чёрный слон · b7 белый слон · c7 белая ладья · d7 чёрная ладья · e7 чёрный король · f7 чёрная пешка · g7 чёрная пешка · h7 чёрная пешка · a6 белая пешка · e6 чёрная пешка · e3 белая пешка · e2 белый король · f2 белая пешка · g2 белая пешка · h2 белая пешка | a7 чёрный слон · b7 белый слон · c7 белая ладья · d7 чёрная ладья · e7 чёрный король · f7 чёрная пешка · g7 чёрная пешка · h7 чёрная пешка · a6 белая пешка · e6 чёрная пешка · e3 белая пешка · e2 белый король · f2 белая пешка · g2 белая пешка · h2 белая пешка | a7 чёрный слон · b7 белый слон · c7 белая ладья · d7 чёрная ладья · e7 чёрный король · f7 чёрная пешка · g7 чёрная пешка · h7 чёрная пешка · a6 белая пешка · e6 чёрная пешка · e3 белая пешка · e2 белый король · f2 белая пешка · g2 белая пешка · h2 белая пешка | a7 чёрный слон · b7 белый слон · c7 белая ладья · d7 чёрная ладья · e7 чёрный король · f7 чёрная пешка · g7 чёрная пешка · h7 чёрная пешка · a6 белая пешка · e6 чёрная пешка · e3 белая пешка · e2 белый король · f2 белая пешка · g2 белая пешка · h2 белая пешка | a7 чёрный слон · b7 белый слон · c7 белая ладья · d7 чёрная ладья · e7 чёрный король · f7 чёрная пешка · g7 чёрная пешка · h7 чёрная пешка · a6 белая пешка · e6 чёрная пешка · e3 белая пешка · e2 белый король · f2 белая пешка · g2 белая пешка · h2 белая пешка | a7 чёрный слон · b7 белый слон · c7 белая ладья · d7 чёрная ладья · e7 чёрный король · f7 чёрная пешка · g7 чёрная пешка · h7 чёрная пешка · a6 белая пешка · e6 чёрная пешка · e3 белая пешка · e2 белый король · f2 белая пешка · g2 белая пешка · h2 белая пешка | a7 чёрный слон · b7 белый слон · c7 белая ладья · d7 чёрная ладья · e7 чёрный король · f7 чёрная пешка · g7 чёрная пешка · h7 чёрная пешка · a6 белая пешка · e6 чёрная пешка · e3 белая пешка · e2 белый король · f2 белая пешка · g2 белая пешка · h2 белая пешка | 1 |
|   | a | b | c | d | e | f | g | h |   |

Выжидательный ход — шахматный термин, обозначающий ход, с помощью которого одна сторона передает очередь хода другой. Как правило, принципиального воздействия на рисунок позиции выжидательный ход не оказывает.

## Значение в игре
Выжидательные ходы могут использоваться в следующих случаях: 
- для выяснения намерений соперника при отсутствии плана игры;
- для затягивания времени с надеждой на ошибку соперника;
- для создания позиции цугцванга, в частности — для намеренного выигрыша или проигрыша темпа.

Первые два пункта относятся к психологическому аспекту шахматной игры. Последний пункт позволяет говорить о выжидательных ходах как об элементе шахматной тактики.
Одним из примеров тактического использования выжидательного хода, связанного с выигрышем или проигрышем темпа, является маневр короля или иной фигуры по треугольнику в эндшпиле.
Классический пример действия «треугольника» приведён на диаграмме. При своём ходе чёрные проигрывают, т.к. не в состоянии выдержать соответствие: 
1...Крс7 2. Крс5; 1… Крd8 2. Крd6 Крс8 3. с7. 
Белые при своём ходе передают очередь хода чёрным путём 1. Крd4 Крd8 2. Крс4 Крс8 3. Крd5. Здесь ход 2. Крс4 — выжидательный.

Серию выжидательных ходов иногда называют выжидательным манёвром. В партии Эйве — Алехин (матч на первенство мира, 1935 г., партия 8) белые применили выжидательный манёвр, состоящий из выжидательных ходов ладьи по линии с и выжидательного хода пешкой h с тем, чтоб загнать черных в положение цугцванга: 36. Лс2 Лd6 (в ином случае последует 37. Сс8) 37. f4 f5 38. Лd8 Лс8 39. Лс7+ Лd7 40. Лс3 Лd6 41. Лс7+ Лd7 42. Лс3 Лd6 Белые начинают выжидать. 43. h4. Черные в цугцванге: на 43...Лd7 (d8) последует 44. Сс8, угрожая 45. Лс7+, а на 44... Крd6 — 45. Лd3+  с разменом ладей. Другие ходы также ведут к поражению. 43... g6 44. Лс2 h5 (ходы пешками закончились) 45. Лс3. Выжидательный маневр снова привел к цугцвангу черных, и на 69 ходу они капитулировали.

## Шахматная композиция
|   | a | b | c | d | e | f | g | h |   |
| - | --- | --- | --- | --- | --- | --- | --- | --- | - |
| 8 | h8 белый король · e7 чёрная пешка · g6 чёрная пешка · c5 белый слон · d5 чёрный конь · f5 чёрный конь · c4 белый слон · e4 чёрный король · d3 белый конь · d2 белая пешка · e2 белый конь · g2 белая пешка | h8 белый король · e7 чёрная пешка · g6 чёрная пешка · c5 белый слон · d5 чёрный конь · f5 чёрный конь · c4 белый слон · e4 чёрный король · d3 белый конь · d2 белая пешка · e2 белый конь · g2 белая пешка | h8 белый король · e7 чёрная пешка · g6 чёрная пешка · c5 белый слон · d5 чёрный конь · f5 чёрный конь · c4 белый слон · e4 чёрный король · d3 белый конь · d2 белая пешка · e2 белый конь · g2 белая пешка | h8 белый король · e7 чёрная пешка · g6 чёрная пешка · c5 белый слон · d5 чёрный конь · f5 чёрный конь · c4 белый слон · e4 чёрный король · d3 белый конь · d2 белая пешка · e2 белый конь · g2 белая пешка | h8 белый король · e7 чёрная пешка · g6 чёрная пешка · c5 белый слон · d5 чёрный конь · f5 чёрный конь · c4 белый слон · e4 чёрный король · d3 белый конь · d2 белая пешка · e2 белый конь · g2 белая пешка | h8 белый король · e7 чёрная пешка · g6 чёрная пешка · c5 белый слон · d5 чёрный конь · f5 чёрный конь · c4 белый слон · e4 чёрный король · d3 белый конь · d2 белая пешка · e2 белый конь · g2 белая пешка | h8 белый король · e7 чёрная пешка · g6 чёрная пешка · c5 белый слон · d5 чёрный конь · f5 чёрный конь · c4 белый слон · e4 чёрный король · d3 белый конь · d2 белая пешка · e2 белый конь · g2 белая пешка | h8 белый король · e7 чёрная пешка · g6 чёрная пешка · c5 белый слон · d5 чёрный конь · f5 чёрный конь · c4 белый слон · e4 чёрный король · d3 белый конь · d2 белая пешка · e2 белый конь · g2 белая пешка | 8 |
| 7 | h8 белый король · e7 чёрная пешка · g6 чёрная пешка · c5 белый слон · d5 чёрный конь · f5 чёрный конь · c4 белый слон · e4 чёрный король · d3 белый конь · d2 белая пешка · e2 белый конь · g2 белая пешка | h8 белый король · e7 чёрная пешка · g6 чёрная пешка · c5 белый слон · d5 чёрный конь · f5 чёрный конь · c4 белый слон · e4 чёрный король · d3 белый конь · d2 белая пешка · e2 белый конь · g2 белая пешка | h8 белый король · e7 чёрная пешка · g6 чёрная пешка · c5 белый слон · d5 чёрный конь · f5 чёрный конь · c4 белый слон · e4 чёрный король · d3 белый конь · d2 белая пешка · e2 белый конь · g2 белая пешка | h8 белый король · e7 чёрная пешка · g6 чёрная пешка · c5 белый слон · d5 чёрный конь · f5 чёрный конь · c4 белый слон · e4 чёрный король · d3 белый конь · d2 белая пешка · e2 белый конь · g2 белая пешка | h8 белый король · e7 чёрная пешка · g6 чёрная пешка · c5 белый слон · d5 чёрный конь · f5 чёрный конь · c4 белый слон · e4 чёрный король · d3 белый конь · d2 белая пешка · e2 белый конь · g2 белая пешка | h8 белый король · e7 чёрная пешка · g6 чёрная пешка · c5 белый слон · d5 чёрный конь · f5 чёрный конь · c4 белый слон · e4 чёрный король · d3 белый конь · d2 белая пешка · e2 белый конь · g2 белая пешка | h8 белый король · e7 чёрная пешка · g6 чёрная пешка · c5 белый слон · d5 чёрный конь · f5 чёрный конь · c4 белый слон · e4 чёрный король · d3 белый конь · d2 белая пешка · e2 белый конь · g2 белая пешка | h8 белый король · e7 чёрная пешка · g6 чёрная пешка · c5 белый слон · d5 чёрный конь · f5 чёрный конь · c4 белый слон · e4 чёрный король · d3 белый конь · d2 белая пешка · e2 белый конь · g2 белая пешка | 7 |
| 6 | h8 белый король · e7 чёрная пешка · g6 чёрная пешка · c5 белый слон · d5 чёрный конь · f5 чёрный конь · c4 белый слон · e4 чёрный король · d3 белый конь · d2 белая пешка · e2 белый конь · g2 белая пешка | h8 белый король · e7 чёрная пешка · g6 чёрная пешка · c5 белый слон · d5 чёрный конь · f5 чёрный конь · c4 белый слон · e4 чёрный король · d3 белый конь · d2 белая пешка · e2 белый конь · g2 белая пешка | h8 белый король · e7 чёрная пешка · g6 чёрная пешка · c5 белый слон · d5 чёрный конь · f5 чёрный конь · c4 белый слон · e4 чёрный король · d3 белый конь · d2 белая пешка · e2 белый конь · g2 белая пешка | h8 белый король · e7 чёрная пешка · g6 чёрная пешка · c5 белый слон · d5 чёрный конь · f5 чёрный конь · c4 белый слон · e4 чёрный король · d3 белый конь · d2 белая пешка · e2 белый конь · g2 белая пешка | h8 белый король · e7 чёрная пешка · g6 чёрная пешка · c5 белый слон · d5 чёрный конь · f5 чёрный конь · c4 белый слон · e4 чёрный король · d3 белый конь · d2 белая пешка · e2 белый конь · g2 белая пешка | h8 белый король · e7 чёрная пешка · g6 чёрная пешка · c5 белый слон · d5 чёрный конь · f5 чёрный конь · c4 белый слон · e4 чёрный король · d3 белый конь · d2 белая пешка · e2 белый конь · g2 белая пешка | h8 белый король · e7 чёрная пешка · g6 чёрная пешка · c5 белый слон · d5 чёрный конь · f5 чёрный конь · c4 белый слон · e4 чёрный король · d3 белый конь · d2 белая пешка · e2 белый конь · g2 белая пешка | h8 белый король · e7 чёрная пешка · g6 чёрная пешка · c5 белый слон · d5 чёрный конь · f5 чёрный конь · c4 белый слон · e4 чёрный король · d3 белый конь · d2 белая пешка · e2 белый конь · g2 белая пешка | 6 |
| 5 | h8 белый король · e7 чёрная пешка · g6 чёрная пешка · c5 белый слон · d5 чёрный конь · f5 чёрный конь · c4 белый слон · e4 чёрный король · d3 белый конь · d2 белая пешка · e2 белый конь · g2 белая пешка | h8 белый король · e7 чёрная пешка · g6 чёрная пешка · c5 белый слон · d5 чёрный конь · f5 чёрный конь · c4 белый слон · e4 чёрный король · d3 белый конь · d2 белая пешка · e2 белый конь · g2 белая пешка | h8 белый король · e7 чёрная пешка · g6 чёрная пешка · c5 белый слон · d5 чёрный конь · f5 чёрный конь · c4 белый слон · e4 чёрный король · d3 белый конь · d2 белая пешка · e2 белый конь · g2 белая пешка | h8 белый король · e7 чёрная пешка · g6 чёрная пешка · c5 белый слон · d5 чёрный конь · f5 чёрный конь · c4 белый слон · e4 чёрный король · d3 белый конь · d2 белая пешка · e2 белый конь · g2 белая пешка | h8 белый король · e7 чёрная пешка · g6 чёрная пешка · c5 белый слон · d5 чёрный конь · f5 чёрный конь · c4 белый слон · e4 чёрный король · d3 белый конь · d2 белая пешка · e2 белый конь · g2 белая пешка | h8 белый король · e7 чёрная пешка · g6 чёрная пешка · c5 белый слон · d5 чёрный конь · f5 чёрный конь · c4 белый слон · e4 чёрный король · d3 белый конь · d2 белая пешка · e2 белый конь · g2 белая пешка | h8 белый король · e7 чёрная пешка · g6 чёрная пешка · c5 белый слон · d5 чёрный конь · f5 чёрный конь · c4 белый слон · e4 чёрный король · d3 белый конь · d2 белая пешка · e2 белый конь · g2 белая пешка | h8 белый король · e7 чёрная пешка · g6 чёрная пешка · c5 белый слон · d5 чёрный конь · f5 чёрный конь · c4 белый слон · e4 чёрный король · d3 белый конь · d2 белая пешка · e2 белый конь · g2 белая пешка | 5 |
| 4 | h8 белый король · e7 чёрная пешка · g6 чёрная пешка · c5 белый слон · d5 чёрный конь · f5 чёрный конь · c4 белый слон · e4 чёрный король · d3 белый конь · d2 белая пешка · e2 белый конь · g2 белая пешка | h8 белый король · e7 чёрная пешка · g6 чёрная пешка · c5 белый слон · d5 чёрный конь · f5 чёрный конь · c4 белый слон · e4 чёрный король · d3 белый конь · d2 белая пешка · e2 белый конь · g2 белая пешка | h8 белый король · e7 чёрная пешка · g6 чёрная пешка · c5 белый слон · d5 чёрный конь · f5 чёрный конь · c4 белый слон · e4 чёрный король · d3 белый конь · d2 белая пешка · e2 белый конь · g2 белая пешка | h8 белый король · e7 чёрная пешка · g6 чёрная пешка · c5 белый слон · d5 чёрный конь · f5 чёрный конь · c4 белый слон · e4 чёрный король · d3 белый конь · d2 белая пешка · e2 белый конь · g2 белая пешка | h8 белый король · e7 чёрная пешка · g6 чёрная пешка · c5 белый слон · d5 чёрный конь · f5 чёрный конь · c4 белый слон · e4 чёрный король · d3 белый конь · d2 белая пешка · e2 белый конь · g2 белая пешка | h8 белый король · e7 чёрная пешка · g6 чёрная пешка · c5 белый слон · d5 чёрный конь · f5 чёрный конь · c4 белый слон · e4 чёрный король · d3 белый конь · d2 белая пешка · e2 белый конь · g2 белая пешка | h8 белый король · e7 чёрная пешка · g6 чёрная пешка · c5 белый слон · d5 чёрный конь · f5 чёрный конь · c4 белый слон · e4 чёрный король · d3 белый конь · d2 белая пешка · e2 белый конь · g2 белая пешка | h8 белый король · e7 чёрная пешка · g6 чёрная пешка · c5 белый слон · d5 чёрный конь · f5 чёрный конь · c4 белый слон · e4 чёрный король · d3 белый конь · d2 белая пешка · e2 белый конь · g2 белая пешка | 4 |
| 3 | h8 белый король · e7 чёрная пешка · g6 чёрная пешка · c5 белый слон · d5 чёрный конь · f5 чёрный конь · c4 белый слон · e4 чёрный король · d3 белый конь · d2 белая пешка · e2 белый конь · g2 белая пешка | h8 белый король · e7 чёрная пешка · g6 чёрная пешка · c5 белый слон · d5 чёрный конь · f5 чёрный конь · c4 белый слон · e4 чёрный король · d3 белый конь · d2 белая пешка · e2 белый конь · g2 белая пешка | h8 белый король · e7 чёрная пешка · g6 чёрная пешка · c5 белый слон · d5 чёрный конь · f5 чёрный конь · c4 белый слон · e4 чёрный король · d3 белый конь · d2 белая пешка · e2 белый конь · g2 белая пешка | h8 белый король · e7 чёрная пешка · g6 чёрная пешка · c5 белый слон · d5 чёрный конь · f5 чёрный конь · c4 белый слон · e4 чёрный король · d3 белый конь · d2 белая пешка · e2 белый конь · g2 белая пешка | h8 белый король · e7 чёрная пешка · g6 чёрная пешка · c5 белый слон · d5 чёрный конь · f5 чёрный конь · c4 белый слон · e4 чёрный король · d3 белый конь · d2 белая пешка · e2 белый конь · g2 белая пешка | h8 белый король · e7 чёрная пешка · g6 чёрная пешка · c5 белый слон · d5 чёрный конь · f5 чёрный конь · c4 белый слон · e4 чёрный король · d3 белый конь · d2 белая пешка · e2 белый конь · g2 белая пешка | h8 белый король · e7 чёрная пешка · g6 чёрная пешка · c5 белый слон · d5 чёрный конь · f5 чёрный конь · c4 белый слон · e4 чёрный король · d3 белый конь · d2 белая пешка · e2 белый конь · g2 белая пешка | h8 белый король · e7 чёрная пешка · g6 чёрная пешка · c5 белый слон · d5 чёрный конь · f5 чёрный конь · c4 белый слон · e4 чёрный король · d3 белый конь · d2 белая пешка · e2 белый конь · g2 белая пешка | 3 |
| 2 | h8 белый король · e7 чёрная пешка · g6 чёрная пешка · c5 белый слон · d5 чёрный конь · f5 чёрный конь · c4 белый слон · e4 чёрный король · d3 белый конь · d2 белая пешка · e2 белый конь · g2 белая пешка | h8 белый король · e7 чёрная пешка · g6 чёрная пешка · c5 белый слон · d5 чёрный конь · f5 чёрный конь · c4 белый слон · e4 чёрный король · d3 белый конь · d2 белая пешка · e2 белый конь · g2 белая пешка | h8 белый король · e7 чёрная пешка · g6 чёрная пешка · c5 белый слон · d5 чёрный конь · f5 чёрный конь · c4 белый слон · e4 чёрный король · d3 белый конь · d2 белая пешка · e2 белый конь · g2 белая пешка | h8 белый король · e7 чёрная пешка · g6 чёрная пешка · c5 белый слон · d5 чёрный конь · f5 чёрный конь · c4 белый слон · e4 чёрный король · d3 белый конь · d2 белая пешка · e2 белый конь · g2 белая пешка | h8 белый король · e7 чёрная пешка · g6 чёрная пешка · c5 белый слон · d5 чёрный конь · f5 чёрный конь · c4 белый слон · e4 чёрный король · d3 белый конь · d2 белая пешка · e2 белый конь · g2 белая пешка | h8 белый король · e7 чёрная пешка · g6 чёрная пешка · c5 белый слон · d5 чёрный конь · f5 чёрный конь · c4 белый слон · e4 чёрный король · d3 белый конь · d2 белая пешка · e2 белый конь · g2 белая пешка | h8 белый король · e7 чёрная пешка · g6 чёрная пешка · c5 белый слон · d5 чёрный конь · f5 чёрный конь · c4 белый слон · e4 чёрный король · d3 белый конь · d2 белая пешка · e2 белый конь · g2 белая пешка | h8 белый король · e7 чёрная пешка · g6 чёрная пешка · c5 белый слон · d5 чёрный конь · f5 чёрный конь · c4 белый слон · e4 чёрный король · d3 белый конь · d2 белая пешка · e2 белый конь · g2 белая пешка | 2 |
| 1 | h8 белый король · e7 чёрная пешка · g6 чёрная пешка · c5 белый слон · d5 чёрный конь · f5 чёрный конь · c4 белый слон · e4 чёрный король · d3 белый конь · d2 белая пешка · e2 белый конь · g2 белая пешка | h8 белый король · e7 чёрная пешка · g6 чёрная пешка · c5 белый слон · d5 чёрный конь · f5 чёрный конь · c4 белый слон · e4 чёрный король · d3 белый конь · d2 белая пешка · e2 белый конь · g2 белая пешка | h8 белый король · e7 чёрная пешка · g6 чёрная пешка · c5 белый слон · d5 чёрный конь · f5 чёрный конь · c4 белый слон · e4 чёрный король · d3 белый конь · d2 белая пешка · e2 белый конь · g2 белая пешка | h8 белый король · e7 чёрная пешка · g6 чёрная пешка · c5 белый слон · d5 чёрный конь · f5 чёрный конь · c4 белый слон · e4 чёрный король · d3 белый конь · d2 белая пешка · e2 белый конь · g2 белая пешка | h8 белый король · e7 чёрная пешка · g6 чёрная пешка · c5 белый слон · d5 чёрный конь · f5 чёрный конь · c4 белый слон · e4 чёрный король · d3 белый конь · d2 белая пешка · e2 белый конь · g2 белая пешка | h8 белый король · e7 чёрная пешка · g6 чёрная пешка · c5 белый слон · d5 чёрный конь · f5 чёрный конь · c4 белый слон · e4 чёрный король · d3 белый конь · d2 белая пешка · e2 белый конь · g2 белая пешка | h8 белый король · e7 чёрная пешка · g6 чёрная пешка · c5 белый слон · d5 чёрный конь · f5 чёрный конь · c4 белый слон · e4 чёрный король · d3 белый конь · d2 белая пешка · e2 белый конь · g2 белая пешка | h8 белый король · e7 чёрная пешка · g6 чёрная пешка · c5 белый слон · d5 чёрный конь · f5 чёрный конь · c4 белый слон · e4 чёрный король · d3 белый конь · d2 белая пешка · e2 белый конь · g2 белая пешка | 1 |
|   | a | b | c | d | e | f | g | h |   |

В шахматной композиции выжидательные ходы неразрывно связаны со многими задачными темами.

В задаче Шнейдера у белых готовы маты на все ходы черных, кроме ходов пешкой g. Чтобы поставить черных в цугцванг, белые применяют выжидательный манёвр белопольным слоном: 1. Ca6 g5 2. Cb5 g4 3. Kf2+ Kp:e5 4. K:g4+ Kpe6 5. Ce8. У черных остались ходы только конями: 5... Kd~ 6. Kf4× и 5...Kf~ 6. Kd4×.